# Траунзе
Тра́унзе (нем. Traunsee) — озеро, расположенное в Верхней Австрии, в Альпах. Благодаря наибольшей глубине в 191 метр, это озеро является самым глубоким внутренним озером Австрии. На озере расположены города Гмунден и Траункирхен.
Площадь поверхности — 24,5 км². Высота над уровнем моря — 423 м.